# Борнейски равнинни екваториални гори
Борнейските равнинни екваториални гори, познати още като Борнейски равнинни гори, са екологичен регион, обхващащ зоната на екваториалните гори на остров Борнео от морското равнище до 1000 m надморска височина. Над тази граница те преминават в биома на борнейските планнински гори.

## Разпространение
Остров Борнео е разделен на 3 основни екологични региона в зависимост от растителната покривка и нейната промяна във височина в планинските райони. Това са равнинни гори (до 1000 m н.в.), планински гори (1000 – 3100 m н.в.) и зона на алпийските ливади (над 3100 m н.в.). Равнинните гори обединяват 5 по-малки екорегиона, разделени в зависимост от вида на растителната и почвената покривка – равнинни тропически гори, блатисти гори, торфено - блатисти гори, дървесно-храстови гори и мангрови гори. Мангровите гори заемат крайбрежните зони на острова, дървесно – храстовите – само една малка част с по-малко валежи в източната част на острова, а блатистите и торфено-блатистите – във влажните и заблатени райони в централната южна част на Борнео. Останалите, близо 80 % от площта на този екорегион са заети от равнинните екваториални гори.
Общата площ на равнинните екваториални гори възлиза на около 427 500 кв. км, което е около 60 % от площта на острова.

## История
Равнинните екваториални гори на Борнео се считат за най-старите екваториални гори в света. Те са се образували още преди 130 милиона години. Островната изолация е станала предпоставка за появата на множество ендемити. До днес Борнео продължава да е сред местата с най-голям брой ендемични растения и животни. По време на последния ледников период в края на терциера, когато нивото на Световния океан спада значително Борнео се свързва сухоземно с близките острови Ява и Суматра, както и с континентална Азия. Множество свойствени за континента видове нахлуват в Борнео. Такива са слоновете и суматренските носорози, някои котки като борнейския димен леопард и множество видове птици като птиците – носорози. След края на Ледниковата епоха, свързващата суша отново е наводнена и островът остава изолиран.

## Флора
Горите на Борнео се славят като най-високите гори в света. Значителна част от тази слава се пада на диптерокарпите, които са доминиращ дървесен вид в растителната покривка на острова. От всичките 267 вида от тези дървета, 155 се срещат само в Борнео. Островът е на едно от челните места по видове цветни растения – над 15 000 вида и е дом на повече от 2500 вида орхидеи. Само на площ от 1,5 хектара тук могат да се срещнат над 240 различни вида дървета, което е забележително в световен мащаб. Горите са с ясна изразена етажираност. Освен сред дърветата, огромен брой ендемити има и сред хищните растения Непентес. Тук се среща и рафлезията на Арнолд – най-голямото цвете в света, чиито диаметър на цвета достига до 1 метър.

## Фауна
Фауната на острова е изключително богата и разнообразна. Тук се срещат около 400 вида птици, много от които са ендемити за Борнео. Типични представители на птичия свят са птиците носорози, много видове папагали, кълвачи и др. Сред огромния брой насекоми, които изобилстват тук, особено внимание заслужава бруковия троидес, считан за една от най-големите пеперуди в света. Борнео е на първо място по броя на планиращите животни – тук се срещат летящи жаби, летящи лемури, летящи гущери и дори летящи змии. Освен типичните за екваториалните гори животни, тук се срещат и представители на мегафауната като суматренския носорог и борнейския слон. Други характерни бозайници за Борнео са борнейският димен леопард, малайската мечка, борнейският жълт мунтжак и др. Срещат се множество видове примати като лангури, лори и носатата маймуна, която е ендемит за Борнео. Може би най-известният и харизматичен животински вид в Борнео, който дори се е превърнал в символ на острова, е орангутанът.

## Екологични проблеми
Горите на Борнео са създали славата на острова като мистично място, изпълнено със загадки. Това е основателно, защото дори днес голяма част от тях остават слабо проучени. Въпреки това те са сред най-застрашените екваториални гори.
През последните 50 години горите са загубили близо 70 % от площта си, като през последните две десетилетия, всяка година са намалявали с около 8000 кв. км. Най-опустошителни размери има изсичането и опожаряването на гори за земеделски площи и най-вече за създаване на плантации за маслодайна палма. По данни на научно изследване от 2012 година повече от една четвърт от площите с екваториална гора, която е била изсечена до 2008 година в западната част на остров Борнео, са били залесени с маслодайни палми. Две от страните, които обхващат Борнео – Малайзия и Индонезия са най-големите производители на палмово масло в света (86 % от световните доставки) и то носи големи печалби на двете страни. Друга опасност са сондажите за нефт и природен газ от компании от Европа, САЩ и Австралия, както и добива на въглища, за които се изсичат стотици хектари гора. Дърводобивните компании също са нанесли големи поражения върху борнейските гори.